# Claus Costa
Claus Costa (Fürstenfeldbruck, 15 juni 1984) is een Duits betaald voetballer. Hij speelt sinds 2011 voor VfL Osnabrück. 
Costa begon zijn professionele loopbaan in de jeugd van Borussia Dortmund, waar hij in 1998 vertrok om voor VfL Bochum te gaan spelen. Bij Bochum drong hij niet door tot de hoofdmacht en speelde hij alleen in het tweede. In het jaar 2006 verkaste hij daarop naar Fortuna Düsseldorf, waar hij in 2011 vertrok.

## Erelijst
VfL Bochum
- 2. Bundesliga

2006